# Marchaux
Marchaux is een plaats en voormalige gemeente in het Franse departement Doubs in de regio Bourgogne-Franche-Comté en telt 937 inwoners (1999). De plaats maakt deel uit van het arrondissement Besançon.

## Geschiedenis
Marchaux was de hoofdplaats van het gelijknamige kanton tot dat op 22 maart 2015 werd opgeheven en de gemeente werd opgenomen in het op die dag gevormde kanton Besançon-4. Op 1 januari 2018 fuseerde de Marchaux met Chaudefontaine tot de commune nouvelle Marchaux-Chaudefontaine, waarvan Marchaux de hoofdplaats werd.

## Geografie
De oppervlakte van Marchaux bedraagt 10,1 km², de bevolkingsdichtheid is 92,8 inwoners per km².
De onderstaande kaart toont de ligging van Marchaux met de belangrijkste infrastructuur en aangrenzende gemeenten.

## Demografie
Onderstaande figuur toont het verloop van het inwonertal (bron: INSEE-tellingen).